# Dissoluzione della Jugoslavia

Animazione che mostra la dissoluzione della Jugoslavia.

Con la dissoluzione della Jugoslavia si identificano diversi eventi che nei primi anni '90 hanno portato alla fine della Repubblica Socialista Federale di Jugoslavia e alla nascita degli attuali stati di Slovenia, Croazia, Bosnia ed Erzegovina, Serbia, Montenegro, Kosovo e Macedonia, oggi Macedonia del Nord.
La RSF Jugoslavia si formò all'indomani della vittoria alleata durante la Seconda Guerra Mondiale (1939-1945) ed era una federazione di sei repubbliche e due regioni autonome: la Repubblica Socialista di Bosnia ed Erzegovina, la Repubblica Socialista di Croazia, la Repubblica Socialista di Macedonia, la Repubblica Socialista di Montenegro, la Repubblica Socialista di Serbia, la Provincia Socialista Autonoma della Voivodina, la Provincia Socialista Autonoma del Kosovo e la Repubblica Socialista di Slovenia. Questo modello rappresentò una "via di mezzo" tra l'economia pianificata e quella liberale, garantendo un periodo di forte crescita economica e stabilità politica sotto la guida di Josip Broz Tito.
Alla morte del maresciallo Tito nel 1980, il governo federale si indebolì considerevolmente, lasciando spazio, tra le Repubbliche costituenti, a sentimenti nazionalistici e indipendentistici. Negli anni 1980 l'economia crollò, aggravando ulteriormente la situazione. Nei primi anni '90, lo scontro tra le Repubbliche si acuì con l'elezione in Serbia di Slobodan Milošević, più concentrato sull'espansione del dominio serbo che sulla conservazione dell'unità jugoslava. Nel 1990, la Lega dei Comunisti di Jugoslavia si sciolse e i socialisti iniziarono a cedere il passo ai nazionalisti e separatisti, fino alla dichiarazione d'indipendenza di quattro delle sei Repubbliche socialiste, mentre Serbia e Montenegro rimasero federate fino al maggio 2006. Nel 2008 anche la regione del Kosovo, formalmente parte della Serbia ma abitata in larga maggioranza da albanesi, dichiarò unilateralmente la propria indipendenza.
Le crescenti tensioni etniche tra i popoli sparsi in Jugoslavia, principalmente serbi, croati e bosgnacchi, portò allo scoppio delle guerre jugoslave, dapprima in Slovenia, poi in Croazia, Bosnia ed Erzegovina, Kosovo e infine in Macedonia. Questi conflitti furono segnati da diversi eccidi qualificabili come tentativi di pulizia etnica, e considerati pertanto sia crimini di guerra che crimini contro l'umanità.

## Panoramica

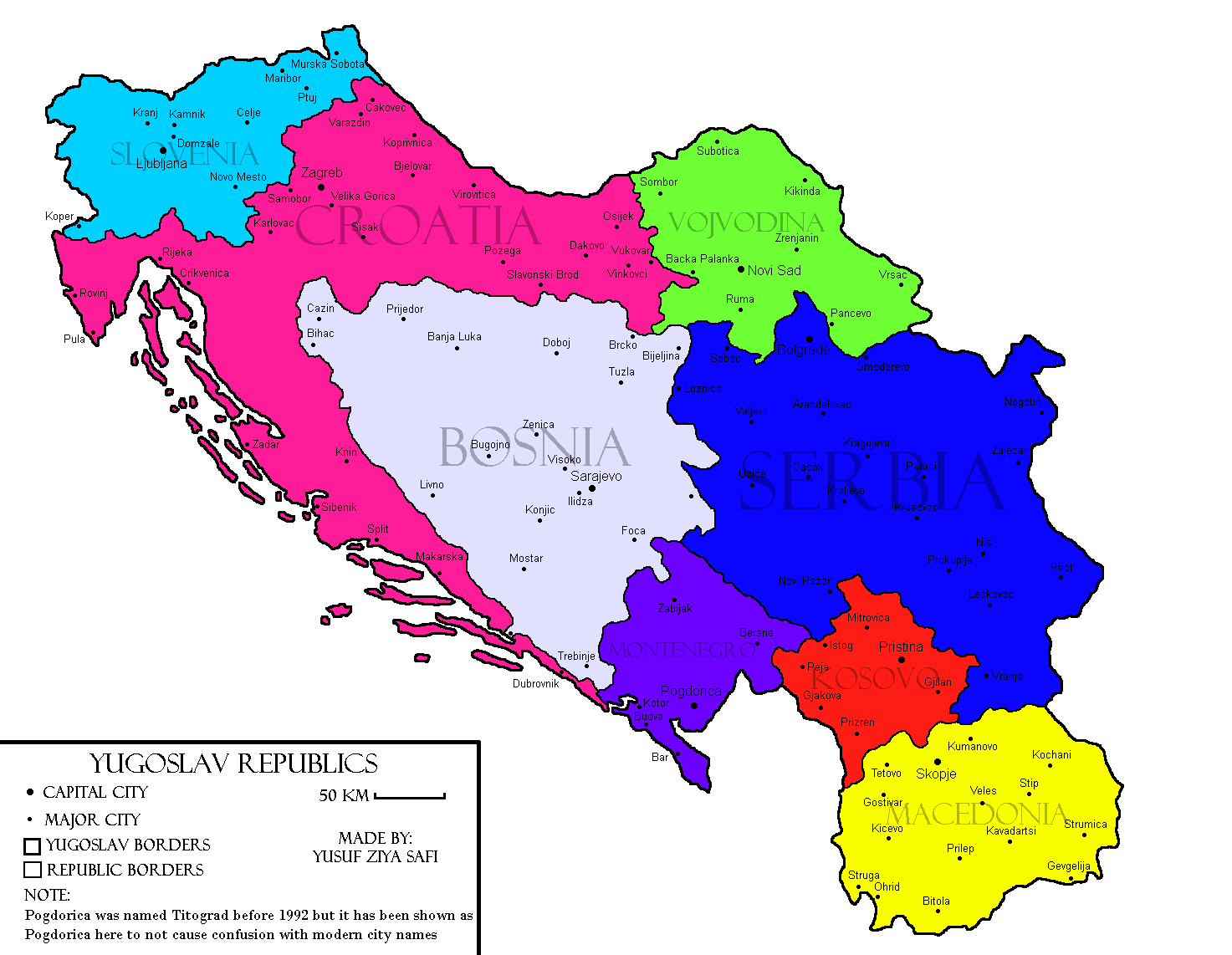
Cartina raffigurante il territorio della Repubblica Socialista Federale di Jugoslavia

La Jugoslavia occupava una parte significativa della penisola balcanica, compresa gran parte della costa orientale del Mare Adriatico, dalla baia di Trieste fino alla foce del Bojana; nell'entroterra fino al lago di Prespa, e, verso est, fino alle porte di ferro sul Danubio, a Midžor nelle montagne dei Balcani; includendo così una grande parte dell'Europa sud-orientale, una regione pregna di conflitti etnici.
Molte furono le cause che favorirono la discordia tra le varie etnieː fattori storici e contemporanei, tra i quali un genocidio avvenuto durante la seconda guerra mondiale, le ideologie nazionaliste della Grande Serbia, della Grande Croazia, della Grande Albania, la formazione del Regno di Jugoslavia, le opinioni contrastanti sul pan-slavismo.
Precedentemente alla seconda guerra mondiale, le maggiori tensioni erano nate dalla prima composizione multietnica della Jugoslavia monarchica e dal relativo dominio politico e demografico dei serbi. Alla base delle tensioni etniche vi erano i diversi concetti sulla formazione del nuovo stato. I croati e gli sloveni immaginavano un modello federale nel quale avrebbero goduto di una maggiore autonomia rispetto a quella che avevano sotto l'impero austro-ungarico. Sotto l'impero, sia gli sloveni sia i croati godevano di autonomia solo in materia di istruzione, legge, religione e per la riscossione del 45% delle tasse. I serbi tendevano invece a considerare i territori come una ricompensa per il sostegno agli alleati nella prima guerra mondiale considerando di fatto il nuovo stato come estensione del regno di Serbia.

## Prima guerra mondiale
Le prime tensioni tra croati e serbi esplosero, durante il periodo della prima guerra mondiale, spesso in aperto conflitto e con una struttura militare dominata dai serbi che esercitarono, durante le elezioni, una forma di oppressione culminata con l'assassinio di leader politici croati, tra cui Stjepan Radić, che si opponeva all'assolutismo della monarchia serba. L'assassinio e le violazioni dei diritti umani furono oggetto di forte preoccupazione, mentre molti intellettuali protestarono, tra cui Albert Einstein. Fu in questo ambiente di oppressione che si formarono gruppi ribelli radicali, tra cui gli Ustascia, in seguito degenerati, grazie all'invasione dell'Asse, in una forma di gruppo politico in appoggio alla dittatura fascista dell'Asse.

## Seconda guerra mondiale
Durante la seconda guerra mondiale, le tensioni del paese vennero sfruttate dalle forze dell'Asse che occupavano la regione, forze che imposero uno stato fantoccio croato che comprendeva gran parte dell'attuale Croazia e della Bosnia-Erzegovina. Le potenze dell'Asse si accordarono con gli Ustascia per nominare un capo dello Stato indipendente della Croazia.
Gli Ustascia decisero che la minoranza serba fosse la quinta colonna dell'espansionismo serbo per cui perseguirono contro di loro una politica di persecuzione. Tale politica stabiliva che un terzo della minoranza serba avrebbe dovuto essere uccisa, un terzo espulso e un terzo convertito al cattolicesimo e assimilato come se fosse di etnia croata. Al contrario, i Cetnici perseguirono la loro campagna di persecuzione contro i non serbi in parti della Bosnia ed Erzegovina, in Croazia e nel Sangiaccato tramite il piano Moljević ("Sul nostro stato e le sue frontiere") agli ordini del generale Draža Mihailović, persecuzione che includeva anche "la pulizia di tutte le intese e combattimenti della nazione ".
Sia i croati cristiani sia i musulmani vennero reclutati come soldati dalle SS, principalmente nella XIIIª Waffen-Gebirgs-Division der SS "Handschar". Contemporaneamente,  un ex monarchico, il generale Milan Nedić, fu imposto dall'Asse come capo del governo fantoccio, mentre i serbi locali vennero reclutati, sia nella Gestapo, che nel Corpo volontario serbo legato alle Waffen-SS tedesche. Entrambi i collaborazionisti furono affrontati e alla fine sconfitti dal movimento partigiano guidato dai comunisti antifascisti, composti da membri di tutti i gruppi etnici della zona che in seguito condussero alla formazione della Repubblica Socialista Federale di Jugoslavia.

## Il dopoguerra e il ventennio 1960 - 1980
Dopo la guerra si stimò che le vittime jugoslave cadute durante la seconda guerra mondiale ammontassero a circa 1 704 000. La successiva raccolta di dati realizzata negli anni '80 dagli storici Vladimir Žerjavić e Bogoljub Kočović dimostrarono che il numero effettivo di morti fu di circa 1 000 000, di cui, da 330 000 a 390 000 serbi morti in Croazia e Bosnia, da 192 000 a 207 000 croati, e tra 86 000 a 103 000 musulmani di tutte le etnie.
Prima del suo collasso, la Jugoslavia era una potenza industriale regionale con un riconosciuto successo economico. Dal 1960 al 1980, la crescita annuale del prodotto interno lordo (PIL) era in media del 6,1%, le cure mediche erano gratuite, l'alfabetizzazione era del 91% e l'aspettativa di vita era di 72 anni. Prima del 1991, le forze armate della Jugoslavia erano tra le più attrezzate d'Europa.
La Jugoslavia era uno stato unico, posto a cavallo tra est e ovest. Inoltre, il suo presidente, Josip Broz Tito, fu uno dei fondatori, nonché l'ispiratore del cosiddetto "terzo mondo" o "Gruppo dei 77" che fungeva da alternativa politico/economica alle due superpotenze. Ancora più importante, la Jugoslavia agiva come uno stato cuscinetto tra l'Occidente e l'Unione Sovietica ed impediva ai sovietici di ottenere un porto sul Mar Mediterraneo.
Il controllo del governo centrale iniziò ad allentarsi a causa delle crescenti proteste nazionaliste e del desiderio del Partito Comunista di sostenere "l'autodeterminazione nazionale". Ciò comportò la trasformazione del Kosovo in una regione autonoma della Serbia, imposta nella costituzione del 1974. Questa costituzione interruppe i poteri tra la capitale e le regioni autonome della Voivodina, una zona della Jugoslavia abitata da gran numero di minoranze etniche, e il Kosovo, con una consistente presenza di albanesi.
Nonostante la struttura federale della nuova Jugoslavia, vi era ancora tensione tra i federalisti, principalmente croati e sloveni, che sostenevano una maggiore autonomia, e gli unitaristi, in primo luogo serbi. La lotta si verificò attraverso diversi cicli di proteste al fine di ottenere maggiori diritti individuali e nazionali, culminati con la primavera croata, e la successiva repressione. La costituzione del 1974 fu un tentativo di cortocircuitare questo schema, rafforzando il modello federale e formalizzando i diritti nazionali.
Il controllo allentato trasformò sostanzialmente la Jugoslavia in una confederazione di fatto, che minò anche la legittimità del regime all'interno della federazione. Dalla fine degli anni '70, un crescente divario di risorse economiche tra le regioni sviluppate e sottosviluppate della Jugoslavia deteriorò ulteriormente l'unità della federazione. Le repubbliche più sviluppate, la Croazia e la Slovenia, respinsero i tentativi di limitare la loro autonomia come previsto nella Costituzione del 1974. L'opinione pubblica slovena, nel 1987, vedeva migliori opportunità economiche nell'indipendenza dalla Jugoslavia. Vi erano anche luoghi che non avevano ricevuto alcun beneficio economico dall'essere federati con la Jugoslavia; ad esempio, la provincia autonoma del Kosovo era poco sviluppata e il PIL pro capite scese dal 47% della media jugoslava nell'immediato dopoguerra al 27% negli anni '80. Questi dati evidenziarono le grandi differenze nella qualità della vita nelle diverse repubbliche.
La crescita economica venne frenata dal combinato disposto delle barriere commerciali occidentali e della crisi petrolifera del 1973. A causa della crisi economica la Jugoslavia fu costretta a indebitarsi pesantemente nei confronti del FMI. Inoltre, quale condizione per ricevere ulteriori prestiti, l'FMI esigeva la "liberalizzazione del mercato". Nel 1981, la Jugoslavia aveva contratto 19,9 miliardi di dollari di debiti esteri. Un'altra preoccupazione fu il tasso di disoccupazione di 1 milione di persone raggiunto intorno agli anni '80. Questo problema fu aggravato dalla diffusa "improduttività del Sud", che non solo contribuiva alle guerre economiche della Jugoslavia, ma irritava ulteriormente le più produttive Slovenia e Croazia.

## Cause

### Problemi strutturali
La RSF Jugoslavia era un conglomerato di otto entità federate, grosso modo divise secondo linee etniche, tra cui sei repubblicheː
- Bosnia ed Erzegovina
- Croazia
- Macedonia
- Montenegro
- Serbia
- Slovenia

e due province autonome interne alla Serbiaː 
- Voivodina
- Kosovo

Con la Costituzione del 1974, la carica di Presidente della Jugoslavia fu sostituita dalla Presidenza jugoslava, un capo di Stato collettivo di otto membri composto dai rappresentanti di sei repubbliche e, aspetto giuridico controverso, di due province autonome della Repubblica socialista di Serbia, PSA Kosovo e PSA Voivodina.
Da quando la Jugoslavia venne costituita nel 1945, la Repubblica Socialista Costituente della Serbia (RS Serbia) includeva le due province autonome del PSA Kosovo e del PSA Voivodina. Con la costituzione del 1974, l'influenza del governo centrale della RS Serbia sulle province fu notevolmente ridotta, il che concesse loro l'autonomia tanto richiesta. Il governo della RS Serbia non poteva prendere certe decisioni attuate e applicate dalle province, province che comunque avevano un voto nella presidenza jugoslava, voto a volte rivolto non sempre a favore della RS Serbia. In Serbia vi fu un grande risentimento verso questi comportamenti, comportamenti che i nazionalisti serbi videro come un tentativo di "dividere la Serbia". La costituzione del 1974 non solo esacerbò i timori dell'etnia serba di trovarsi in futuro in una "debole Serbia, in una forte Jugoslavia", ma colpì anche il cuore del sentimento nazionalista. La maggioranza dei serbi considerava il Kosovo "la culla della nazione" e non accettava la possibilità di perderlo a causa della presenza della maggioranza della popolazione albanese nella regione.
Nel tentativo di assicurare la sua eredità, la costituzione del 1974 di Tito stabilì un sistema di presidenze annuali, a rotazione tra gli otto leader delle repubbliche e delle province autonome. La morte di Tito mostrò che termini così brevi nella rotazione alla presidenza erano altamente inefficaci. Di fatto causò un vuoto di potere che si protrasse per la maggior parte degli anni '80.

### La morte di Tito e l'indebolimento del comunismo
Il 4 maggio 1980, la morte di Tito fu annunciata attraverso le trasmissioni di stato in tutta la Jugoslavia. Il suo decesso rimosse ciò che molti osservatori politici internazionali videro come la principale forza unificatrice della Jugoslavia, e successivamente la tensione etnica iniziò a crescere. La crisi emersa in Jugoslavia fu anche il riflesso dell'indebolimento degli stati comunisti nell'Europa orientale verso la fine della guerra fredda, indebolimento che condusse alla caduta del muro di Berlino nel 1989. In Jugoslavia, il partito comunista nazionale, ufficialmente chiamato Lega dei comunisti aveva così perso la sua potenza ideologica.
Nel 1986, l'Accademia serba delle scienze e delle arti (SANU) contribuì in modo significativo all'ascesa dei sentimenti nazionalisti, mentre elaborava il controverso Memorandum Sanu, apertamente critico nei confronti dell'indebolimento del governo centrale serbo.
I contrasti nella provincia autonoma serba del PSA Kosovo tra serbi e albanesi crebbero esponenzialmente. Questo, insieme ai problemi economici, portò tra gli albanesi a una crescita del risentimento serbo rispetto alla Costituzione del 1974. Gli albanesi del Kosovo, all'inizio degli anni '80 iniziarono a richiedere lo status di repubblica costituente, in particolare nel corso delle proteste del 1981. Queste proteste vennero considerate dai serbi come un colpo devastante al loro orgoglio, a causa degli storici legami che avevano da sempre tenuto con il Kosovo. Si comprese che quella secessione sarebbe stata devastante per i serbi kosovari. Questo alla fine condusse alla repressione della maggioranza albanese.
Nel frattempo, le repubbliche più prospere della RS Slovenia e della RS Croazia richiedevano più decentramento e democrazia.
Lo storico Basil Davidson sostenne che il "ricorso all'etnia" come spiegazione del conflitto fosse un'assurdità pseudo-scientifica. "Persino il grado di differenze linguistiche e religiose" fu meno importante di quanto affermarono solitamente i giornalisti. Tra le due comunità principali, i serbi e i croati, sostiene Davidson, "il termine 'pulizia etnica' non aveva alcun senso". Davidson è d'accordo con Susan Woodward, un'esperta di affari balcanici, che trovò le "cause motivanti della disintegrazione nelle circostanze economiche e le sue feroci pressioni".

### Crollo economico e clima internazionale
Come presidente, la politica di Tito fu quella di spingere verso una rapida crescita economica, crescita davvero elevata negli anni '70. Tuttavia, la sovra-espansione dell'economia causò inflazione e spinse la Jugoslavia verso una recessione economica.
Un grosso problema per la Jugoslavia fu il pesante debito contratto negli anni '70, debito che si rivelò difficile da rimborsare, successivamente, negli anni '80. Il debito, inizialmente stimato in una somma pari a 6 miliardi di dollari americani, risultò invece essere vicino ai 21 miliardi di dollari USA, una cifra colossale per un paese povero come la Jugoslavia. Nel 1984 l'amministrazione Reagan pubblicò un documento riservato, la direttiva di decisione sulla sicurezza nazionale 133, esprimendo la preoccupazione che il carico del debito della Jugoslavia potesse far sì che il paese si allineasse al blocco sovietico.
Un'ondata di scioperi importanti si sviluppò tra il 1987 e il 1988, quando i lavoratori chiesero salari più alti per compensare l'inflazione, dato che il Fondo Monetario Internazionale impose la fine di vari sussidi. Infine, la politica di austerità portò alla ribalta le tensioni tra le repubbliche considerate "benestanti", repubbliche come Slovenia e Croazia, contro le repubbliche "più povere", come la Serbia. Sia la Croazia sia la Slovenia ritenevano di contribuire troppo al bilancio federale per sostenere le repubbliche che "non hanno", mentre la Serbia voleva che la Croazia e la Slovenia pagassero di più nel bilancio federale per sostenerli in un periodo di austerità. In Serbia si spinse per una maggiore centralizzazione delle decisioni al fine di costringere Croazia e Slovenia contribuire maggiormente al bilancio federale, richieste che vennero totalmente respinte.
Non essendo più necessaria la presenza di un paese comunista situato all'esterno del blocco sovietico, utile per destabilizzare il blocco sovietico e il rilassamento delle tensioni con l'Unione Sovietica dopo che Michail Gorbačëv divenne leader nel 1985, le nazioni occidentali non furono più disposte a essere generose nella ristrutturazione dei debiti della Jugoslavia. Lo status quo esterno, al quale il partito comunista era dipeso per rimanere vitale, stava iniziando a frantumarsi. Inoltre, il fallimento del comunismo in tutta l'Europa centrale e orientale portò ancora una volta in superficie tutte le contraddizioni interne della Jugoslavia, le inefficienze economiche, la cronica mancanza di produttività, alimentate dalla decisione dei leader del paese di attuare una politica di piena occupazione, e le tensioni etnico-religiose. Lo status di non allineamento della Jugoslavia condusse a un eccesso di prestiti da entrambi i blocchi delle superpotenze. Questo contatto con gli Stati Uniti e l'Occidente aprì i mercati della Jugoslavia prima del resto dell'Europa centrale e orientale. Gli anni '80 furono un decennio di forte presenza in Jugoslavia di ministri economici occidentali. Nel 1990, la politica degli Stati Uniti insistette su un programma di austerità, una terapia d'urto imposta agli ex paesi del Comecon. Tale programma venne sostenuto dal FMI e da altre organizzazioni "come condizione per nuove iniezioni di capitale."

## Crescita del nazionalismo in Serbia (1987-1989)

### Slobodan Milošević

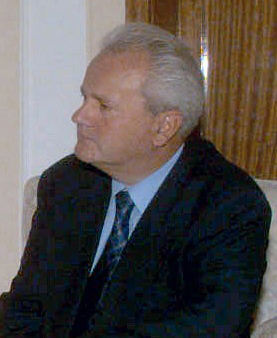
L'inequivocabile desiderio del presidente serbo Slobodan Milošević di sostenere l'unità dei serbi, uno status minacciato da ogni repubblica che si allontana dalla federazione, oltre alla sua opposizione alle autorità albanesi in Kosovo, infiammò ulteriormente le tensioni etniche

Nel 1987, il funzionario comunista serbo Slobodan Milošević venne inviato per mediare una protesta etnica guidata dai serbi contro l'amministrazione albanese del PSA Kosovo. Milošević fu, fino a quel momento un comunista intransigente che aveva denunciato tutte le forme di nazionalismo come tradimento, come, per esempio, il condannare il Memorandum Sanu come "nient'altro che forma di un nazionalismo oscuro". Tuttavia, l'autonomia del Kosovo venne sempre considerata in Serbia come una politica impopolare, per cui Milošević approfittò della situazione allontanandosi dalla tradizionale neutralità comunista sulla questione.
Il funzionario assicurò ai serbi che il loro maltrattamento da parte dell'etnia albanese presente in Kosovo sarebbe stato fermato. Iniziò quindi una campagna contro l'élite comunista dominante della RS Serbia, chiedendo riduzioni dell'autonomia del Kosovo e della Voivodina. Queste azioni lo resero popolare tra i serbi e aiutò la sua ascesa al potere. Milošević e i suoi alleati organizzarono un'aggressiva agenda nazionalista di rianimazione della RS Serbia all'interno della Jugoslavia, promettendo riforme e protezione nei confronti di tutti i serbi.
Il partito al governo della SFR Jugoslavia era la Lega dei comunisti della Jugoslavia (SKJ), un partito politico composito, formato da otto leghe di comunisti appartenenti a sei repubbliche e a due province autonome. La Lega dei comunisti di Serbia (SKS) governava la RS Serbia. Cavalcando l'onda del sentimento nazionalista e la sua nuova popolarità guadagnata in Kosovo, Slobodan Milošević, presidente della Lega dei comunisti di Serbia (SKS) dal maggio 1986, divenne il politico più potente in Serbia, sconfiggendo il suo ex mentore, il presidente della Serbia Ivan Stambolić nel corso dell'ottava sessione della Lega dei comunisti di Serbia, avvenuta il 22 settembre 1987. In una manifestazione del 1988 a Belgrado, Milošević chiarì la sua percezione della situazione della RS Serbia in Jugoslavia, dicendo:
(Slobodan Milošević, 19 novembre 1988.)
In un'altra occasione, dichiarò privatamente:
(Slobodan Milošević)

### Rivoluzione antiburocratica
La rivoluzione antiburocratica prese avvio da una serie di proteste avvenute in Serbia e Montenegro orchestrate da Milošević per insediare i suoi sostenitori in PSA Voivodina, PSA Kosovo e nella Repubblica socialista del RS Montenegro, mentre cercava di estromettere i suoi rivali. Nell'ottobre del 1988 il governo del Montenegro sopravvisse a un colpo di Stato, ma non a un secondo nel gennaio 1989.
Oltre alla stessa Serbia, Milošević avrebbe potuto ora imporre rappresentanti delle due province e della RS Montenegro nel Consiglio della Presidenza jugoslava. Lo stesso strumento che riduceva l'influenza serba prima era ora usato per aumentarlo: alla presidenza degli otto membri, Milošević poteva contare su un minimo di quattro voti: RS Montenegro, a seguito di eventi locali, i suoi attraverso la RS Serbia, e ora la PSA Voivodina e pure il PSA Kosovo. In una serie di raduni, chiamati "Raduni della verità", i sostenitori di Milošević riuscirono a rovesciare i governi locali e a sostituirli con i suoi alleati.
A seguito di questi eventi, nel febbraio 1989 i minatori albanesi del Kosovo organizzarono uno sciopero, chiedendo la conservazione dell'autonomia ormai in pericolo. Ciò contribuì al conflitto etnico tra le popolazioni albanesi e serbe della provincia. Negli anni '80 nel Kosovo l'etnia albanese rappresentava il 77% della popolazione.
Nel giugno del 1989, nel corso del 600º anniversario della storica sconfitta della Serbia sul campo del Kosovo, Slobodan Milošević fece un discorso al Gazimestan davanti a 200 000 serbi, con un tema nazionalista serbo che evocava deliberatamente la storia medievale serba. La risposta di Milošević all'incompetenza del sistema federale fu la centralizzazione del governo. Considerando che la Slovenia e la Croazia stavano guardando più lontano verso l'indipendenza, questo fu considerato inaccettabile.

### Ripercussioni
Nel frattempo, la Repubblica socialista di Croazia (RS Croazia) e la Repubblica socialista di Slovenia (RS Slovenia), sostennero i minatori albanesi e la loro lotta. I media della RS Slovenia pubblicarono articoli che paragonarono Milošević al dittatore fascista Benito Mussolini. Milošević sosteneva che tale critica era infondata ed equivaleva a "diffondere la paura della Serbia". I media di stato di Milošević sostennero in risposta che Milan Kučan, capo della Lega dei comunisti della Slovenia, sosteneva il separatismo del Kosovo e della Slovenia. Gli scioperi iniziali in Kosovo si trasformarono in dimostrazioni diffuse per chiedere che il Kosovo diventasse la settima repubblica. Ciò fece arrabbiare la leadership della Serbia, che iniziò a usare la forza di polizia, ed in seguito, l'esercito federale (l'Esercito Popolare Jugoslavo JNA).
Nel febbraio 1989, l'albanese Azem Vllasi, rappresentante del Kosovo alla presidenza, fu costretto a dimettersi venendo sostituito da un alleato di Milošević. I manifestanti albanesi chiesero che Vllasi fosse rimpatriato, e l'appoggio di Vllasi alle manifestazioni fece sì che Milošević e i suoi alleati rispondessero affermando che si trattava di una "controrivoluzione contro Serbia e Jugoslavia", e richiese che il governo federale jugoslavo sconfiggesse gli sciocchi albanesi. L'obiettivo di Milošević ricevette una sponda grazie ad un'enorme protesta formatasi a Belgrado fuori dal parlamento jugoslavo, grazie ai sostenitori serbi di Milošević che chiesero alle forze militari jugoslave di rafforzare la loro presenza in Kosovo per proteggere i serbi e porre fine allo sciopero.
Il 27 febbraio 1989 il rappresentante sloveno della RS nella presidenza collettiva della Jugoslavia, Milan Kučan, si oppose alle richieste dei serbi lasciando Belgrado per la RS Slovenia, dove partecipò a una riunione nella Sala Cankar di Lubiana, riunione co-organizzata con le forze democratiche dell'opposizione, sostenendo pubblicamente gli sforzi dei manifestanti albanesi che richiedevano il rilascio di Vllasi. Nel documentario della BBC del 1995, "The Death of Jugoslavia", Kučan sosteneva che nel 1989 era preoccupato per i successi della rivoluzione anti-burocratica di Milošević nelle province serbe e in Montenegro, che la sua piccola repubblica sarebbe stata il prossimo bersaglio per un colpo di Stato politico dai sostenitori di Milošević se il colpo di Stato in Kosovo non fosse stato impedito. La televisione di stato serba denunciò Kučan come separatista, traditore e sostenitore del separatismo albanese.
Le proteste serbe  proseguirono a Belgrado per chiedere un'azione in Kosovo. Milošević incaricò il rappresentante comunista Petar Gračanin di assicurarsi che la protesta continuasse mentre discuteva questioni al consiglio della Lega dei comunisti, come mezzo per indurre gli altri membri a rendersi conto che l'enorme sostegno era dalla sua parte nel reprimere lo sciopero albanese in Kosovo. Il portavoce del parlamento serbo Borisav Jović, un forte alleato di Milošević, incontrò l'attuale presidente della Presidenza jugoslava, il rappresentante bosniaco Raif Dizdarević, e chiese che il governo federale cedesse alle richieste serbe. Dizdarević discusse con Jović dicendo che "Voi [politici serbi] avete organizzato le dimostrazioni, voi la controllate", Jović rifiutò di assumersi la responsabilità delle azioni dei manifestanti. Dizdarević decise quindi di tentare di calmare la situazione parlando con i manifestanti tramite un appassionato discorso per l'unità Jugoslava, affermando:
(Raif Dizdarević, 1989.)
Questa affermazione ricevette un applauso educato, ma la protesta continuò. Più tardi Jović parlò con entusiasmo alla folla comunicando che Milošević sarebbe arrivato per sostenere la loro protesta. Quando arrivò, Milošević parlò ai manifestanti e giubilante disse loro che il popolo serbo stava vincendo la lotta contro i vecchi burocrati del partito. Poi un grido proveniente dalla folla urlò "arrestate Vllasi". Milošević fece finta di non ascoltare correttamente la richiesta, ma dichiarò alla folla che chiunque cospirasse contro l'unità della Jugoslavia sarebbe stato arrestato e punito e il giorno dopo, su consiglio del partito, in Serbia, spinto alla sottomissione, le forze dell'esercito jugoslavo si riversarono in Kosovo e Vllasi fu arrestato.
Nel marzo 1989, la crisi Jugoslavia si approfondì dopo l'adozione di emendamenti alla costituzione serba che consentirono al governo della Repubblica di riaffermare il potere effettivo sulle province autonome del Kosovo e della Voivodina. Fino a quel momento, un certo numero di decisioni politiche vennero legiferate all'interno di queste province, ottenendo un voto a livello della presidenza federale jugoslava (sei membri delle repubbliche e due membri delle province autonome).
Un gruppo di sostenitori serbi del Kosovo di Milošević che contribuirono alla destituzione di Vllasi dichiarò che stavano andando in Slovenia per organizzare "il Rally della verità", operazione che aveva lo scopo di accusare di tradimento Milan Kučan dell'unità Jugoslavia e chiedere la sua estromissione. Tuttavia, il tentativo di ripetere la rivoluzione anti burocratica a Lubiana del dicembre 1989 fallì: i manifestanti serbi che dovevano andare in treno in Slovenia furono fermati quando la polizia della RS Croazia bloccò tutti i transiti attraverso il suo territorio in coordinamento con forze della polizia slovena.
Alla presidenza della Jugoslavia, il serbo Borisav Jović, all'epoca presidente della Presidenza, il montenegrino Nenad Bućin, il jugoslavo di Voivodina e la Riza Sapunxhiu del Kosovo, formarono una sorta di "blocco di voto".

## Crisi politica finale (1990-92)

### Crisi di partito

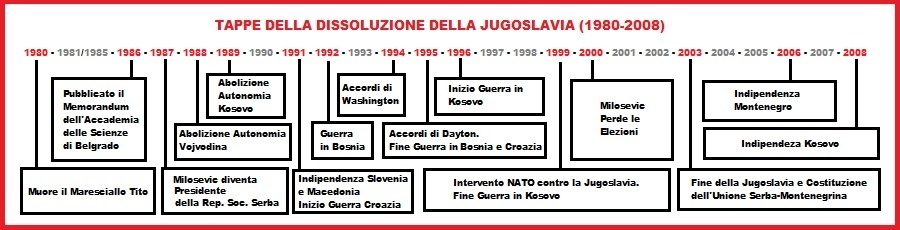
Schema delle tappe della dissoluzione della Jugoslavia

Nel gennaio 1990 fu convocato il XIV° Congresso straordinario della Lega dei comunisti della Jugoslavia. Il partito al governo jugoslavo, la Lega dei comunisti della Jugoslavia (SKJ), era in crisi. La maggior parte del Congresso venne spesa con le delegazioni serbe e slovene che discutevano sul futuro della Lega dei comunisti e della Jugoslavia. La RS Croazia impedì ai manifestanti serbi di raggiungere la Slovenia. La delegazione serba, guidata da Milošević, insistette su una politica di "una persona, un voto" nell'appartenenza al partito, il che avrebbe conferito maggior potere al più grande gruppo etnico del partito, ossia i serbi.
A loro volta, i croati e gli sloveni cercarono di riformare la Jugoslavia delegando ancora più potere alle sei repubbliche. Di conseguenza, la delegazione croata, guidata dal presidente Ivica Račan, e la delegazione slovena lasciarono il Congresso il 23 gennaio 1990, sciogliendo efficacemente il partito jugoslavo. Insieme alla pressione esterna, questa decisione diede avvio all'adozione di sistemi multipartitici in tutte le repubbliche.

### Elezioni pluripartitiche
Nel 1990 le singole repubbliche organizzarono elezioni multipartitiche, mentre gli ex comunisti non riuscirono a ottenere la rielezione e la maggior parte dei governi eletti adottò piattaforme politiche nazionaliste, promettendo di proteggere separatamente i loro interessi nazionalisti. Nelle elezioni parlamentari multipartitiche i nazionalisti sconfissero ex partiti comunisti in Slovenia l'8 aprile 1990, in Croazia il 22 aprile e il 2 maggio 1990, in Macedonia 11 e 25 novembre e 9 dicembre 1990 e in Bosnia ed Erzegovina il 18 e 25 novembre 1990.
Nelle elezioni parlamentari multipartitiche, gli ex partiti comunisti re-marchiati risultarono vittoriosi in Montenegro il 9 e il 16 dicembre 1990 e in Serbia il 9 e 23 dicembre 1990. Inoltre la Serbia rielesse Slobodan Milošević come presidente. La Serbia e il Montenegro favorirono sempre di più una Jugoslavia dominata dai serbi.

### Tensioni etniche in Croazia
In Croazia, venne eletta l'Unione democratica croata nazionalista (HDZ), guidata dal controverso nazionalista Franjo Tuđman, con la promessa di "proteggere la Croazia da Milošević", sostenendo pubblicamente la sovranità croata. I serbi croati erano diffidenti nei confronti del governo nazionalista di Tuđman, mentre nel 1990, i nazionalisti serbi nella città di Tenin, nel sud della Croazia, organizzarono e formarono un'entità separatista nota come SAO Krajina, che chiedeva di rimanere unita politicamente con il resto delle popolazioni serbe qualora la Croazia decidesse la secessione. Il governo serbo sostenne la ribellione dei serbi croati, sostenendo che per i serbi il governo Tuđman era equivalente al governo fantoccio fascista al potere durante la Seconda guerra mondiale (NDH), governo che commise genocidio contro i serbi. Milošević usò questo per radunare i serbi contro il governo croato.

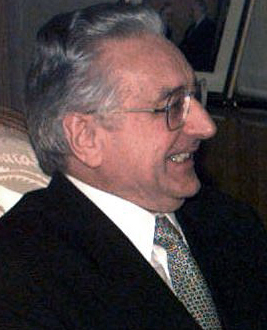
Il presidente croato Franjo Tuđman

I serbi croati a Tenin, sotto la guida dell'ispettore della polizia locale Milan Martić, tentarono di accedere alle armi per dar manforte ai serbi croati al fine di organizzare una rivolta di successo contro il governo croato. I politici serbi croati, compreso il sindaco di Tenin, incontrarono Borisav Jović, capo della presidenza jugoslava nell'agosto del 1990, e lo invitarono a convincere il consiglio a prendere provvedimenti per impedire alla Croazia di separarsi dalla Jugoslavia, affermando che in quel caso la popolazione serba residente in Croazia sarebbe stata in pericolo in presenza del governo nazionalista guidato da Tuđman.
All'incontro, il funzionario dell'esercito Petar Gračanin istruì i politici serbi croati su come organizzare una ribellione, dicendo loro di montare barricate e di assemblare armi di qualsiasi tipo, affermandoː "Se non riesci a ottenere nient'altro, usa i fucili da caccia" . Inizialmente la rivolta divenne nota come la "rivoluzione dei tronchi", poiché i serbi bloccarono le strade di Tenin con alberi abbattuti impedendo ai croati di entrare in Tenin o nella regione costiera croata della Dalmazia. Il documentario della BBC, The Death of Jugoslavia, rivelò che all'epoca, la TV croata respinse la "rivoluzione dei tronchi" come opera dei serbi ubriachi, cercando di sminuire la grave controversia. Tuttavia, il blocco era dannoso per il turismo croato. Il governo croato rifiutò di negoziare con i separatisti serbi e decise di fermare la ribellione con la forza, inviando in forze speciali armate dagli elicotteri per reprimere la ribellione.
I piloti dichiararono che stavano portando "equipaggiamenti" a Tenin, ma l'aeronautica federale jugoslava intervenne e inviò jet da combattimento per intercettarli e richiese che gli elicotteri tornassero alla loro base o sarebbero stati licenziati. Per il governo croato, questa azione dell'aviazione jugoslava rivelò che l'esercito popolare jugoslavo era sempre più sotto il controllo serbo. La SAO Krajina, il 21 dicembre 1990, venne ufficialmente dichiarata entità separata da parte del Consiglio nazionale serbo guidato da Milan Babić.
Nell'agosto del 1990, sulla scia della rivoluzione dei tronchi, il parlamento croato sostituì il suo rappresentante Stipe Šuvar con Stjepan Mesić. Mesić si insediò solo nell'ottobre del 1990 a causa delle proteste dalla parte serba, unendosi poi al macedone Vasil Tupurkovski, allo sloveno Janez Drnovšek, e al bosniaco Bogić Bogićević, nell'opporsi alle richieste di proclamare uno stato generale di emergenza, che avrebbe permesso all'esercito del popolo jugoslavo di imporre la legge marziale.
Dopo i primi risultati elettorali multipartitici, le repubbliche di Slovenia, Croazia e Macedonia proposero, nell'autunno 1990, di trasformare la Jugoslavia in una federazione libera di sei repubbliche nell'autunno, tuttavia Milošević respinse tutte queste proposte, sostenendo che come gli sloveni e i croati, anche i serbi avessero il diritto all'autodeterminazione. I politici serbi erano allarmati da un cambio di fraseggio posto in essere nella Costituzione di Natale della Croazia, Costituzione che modificò lo status dei serbi etnici presenti in Croazia da, "nazione esplicitamente menzionata (narod)" a una "nazione elencata insieme alle minoranze",  (narodi i manjine).

### Indipendenza di Slovenia e Croazia
Nel referendum sull'indipendenza della Slovenia, tenutosi il 23 dicembre 1990, la stragrande maggioranza dei residenti votò per l'indipendenza: L'88,5% di tutti gli elettori (94,8% dei partecipanti) votò per l'indipendenza, dichiarata il 25 giugno 1991.
Nel gennaio 1991, il servizio di controspionaggio jugoslavo, KOS (Kontraobaveštajna služba), mostrò un video di un incontro segreto, soprannominato, i "nastri di Špegelj", dove era avvenuto un incontro tra il ministro della Difesa croato, Martin Špegelj, e altri due uomini. Špegelj annunciò, durante l'incontro, che la Croazia era in guerra con l'esercito jugoslavo (JNA, Jugoslovenska Narodna Armija) dando istruzioni sul contrabbando di armi e sui metodi per trattare con gli ufficiali dell'esercito di stanza nelle città croate. Successivamente l'esercito serbo volle accusare Špegelj di tradimento e importazione illegale di armi, principalmente dall'Ungheria.
La scoperta del traffico di armi croato combinato con la crisi di Tenin, l'elezione dei governi di indipendenza in Bosnia ed Erzegovina, Croazia, Macedonia e Slovenia, e gli sloveni che chiedevano l'indipendenza nel referendum sulla questione suggerivano che la Jugoslavia avrebbe dovuto affrontare un'imminente minaccia di disintegrazione.
Il 1 marzo 1991, la JNA prese posizione nei pressi di Pakrac, mentre, il 9 marzo 1991, le proteste a Belgrado furono soppresse con l'aiuto dell'esercito.
Il 12 marzo 1991, la leadership dell'Esercito serbo si incontrò con la Presidenza nel tentativo di convincerli a dichiarare lo stato di emergenza che avrebbe permesso all'esercito pan-jugoslavo di prendere il controllo del paese. Il capo dell'esercito jugoslavo Veljko Kadijević dichiarò che c'è stata una cospirazione per distruggere il paese, dicendo:
(Veljko Kadijević, 12 marzo 1991.)
Questa affermazione implicava effettivamente che i nuovi governi che difendevano l'indipendenza delle repubbliche fossero visti dai serbi come strumenti dell'Occidente. Il delegato croato Stjepan Mesić rispose con rabbia all'insinuazione, accusando Jović e Kadijević di tentare di usare l'esercito al fine di creare una Grande Serbia, dichiarando, "Ciò significa guerra!". Jović e Kadijević invitarono quindi i delegati di ciascuna repubblica a votare se consentire la legge marziale, avvertendo che la Jugoslavia sarebbe probabilmente caduta a pezzi se non fosse stata introdotta la legge marziale.
Nell'incontro, fu votata una proposta per attuare la legge marziale al fine di consentire un'azione militare che ponesse fine alla crisi in Croazia fornendo protezione ai serbi. La proposta venne respinta, rilevante  e decisivo il ruolo del delegato bosniaco, di etnia serba, Bogić Bogićević il quale votò contro, ritenendo che la diplomazia fosse in grado di risolvere la crisi.
La crisi presidenziale jugoslava raggiunse uno stallo quando il kosovaro Riza Sapunxhiu, disertò, nel marzo 1991, alla seconda votazione, la richiesta di promulgazione della legge marziale. Jović, per protesta si dimise per un breve periodo, ma presto tornò. Il 16 maggio 1991, il parlamento serbo sostituì Sapunxhiu con Sejdo Bajramovic, e Njad Bucin della Voivodina con Jugoslav Kostić. Questi avvicendamenti praticamente bloccarono l'attività della Presidenza, in quanto la fazione serba di Milošević, alla presidenza federale, aveva assicurati quattro voti su otto, per cui era in grado di bloccare qualsiasi decisione sfavorevole a livello federale, provocando a sua volta obiezioni da parte di altre repubbliche e invocazioni per la riforma della Federazione jugoslava.
Terminato il mandato di Jović a capo della presidenza collettiva, invece di conferire il mandato a Mesić, Milošević impose Branko Kostić, membro del governo pro-Milošević in Montenegro.
Nel referendum sull'indipendenza della Croazia, tenutosi il 2 maggio 1991, il 93,24% votò a favore. Il 19 maggio 1991 si svolse in Croazia il secondo turno del referendum sulla struttura della federazione jugoslava. La domanda posta sulla scheda elettorale non era esplicita, ossia non chiedeva direttamente all'elettore se fosse più o meno favorevole alla secessione. Il referendum chiese all'elettore se fosse favorevole di una Croazia "capace di entrare in un'alleanza di stati sovrani con altre repubbliche". Il 78,69% della popolazione votante totale votò "a favore" della proposta, mentre l'1,2% di coloro che votarono si opposero, mentre il 20,11% si astenne. Il 25 giugno 1991 fu così dichiarata l'indipendenza della Croazia.

## L'inizio delle guerre jugoslave

### Guerra in Slovenia
Sia la Slovenia sia la Croazia dichiararono la propria indipendenza il 25 giugno 1991. La mattina del 26 giugno 1991, le unità del XIII Corpo dell'esercito popolare jugoslavo lasciarono la loro caserma di Fiume, in Croazia, per spostarsi verso i confini della Slovenia con l'Italia. La mossa provocò immediatamente una forte reazione da parte degli sloveni locali, che organizzarono barricate spontanee e dimostrazioni contro le azioni dell'esercito popolare jugoslavo. I combattimenti non erano ancora iniziati, ed entrambe le parti sembravano avere adottato una politica non ufficiale pur di non essere i primi ad aprire il fuoco.
A quel tempo il governo sloveno aveva già messo in atto il suo piano per prendere il controllo, sia dell'aeroporto internazionale di Lubiana, che delle frontiere slovene ai confini con l'Italia, l'Austria e l'Ungheria. Il personale che gestiva i posti di frontiera era, nella maggior parte dei casi, già sloveno, quindi l'acquisizione slovena si limitava per lo più a cambiare uniformi e insegne, senza alcun combattimento. Prendendo il controllo delle frontiere, gli sloveni furono in grado di stabilire posizioni difensive contro un eventuale attacco dell'esercito popolare jugoslavo. Ciò significava che l'esercito popolare jugoslavo avrebbe dovuto sparare il primo colpo, primo colpo che venne effettivamente sparato il 27 giugno 1991 alle 14:30 a Divača
Pur sostenendo i rispettivi diritti all'autodeterminazione nazionale, la Comunità europea fece pressione sulla Slovenia e sulla Croazia per porre una moratoria di tre mesi sulla loro indipendenza, raggiunto con l'accordo di Brioni del 7 luglio 1991, accordo riconosciuto dai rappresentanti di tutte le repubbliche. Durante questi tre mesi, l'esercito jugoslavo completò il suo ritiro dalla Slovenia, mentre negoziati per ripristinare la federazione jugoslava con il diplomatico Lord Carrington e membri della Comunità europea erano quasi terminati. Lord Carrington si rese conto che la Jugoslavia ormai oggettivamente si trovava in uno stato di dissoluzione, per cui decise che ogni repubblica doveva accettare l'inevitabile indipendenza degli altri, insieme alla promessa fatta al presidente serbo Milošević che l'Unione europea avrebbe garantito protezione ai serbi residenti di fuori della Serbia.
Le opinioni di Lord Carrington furono messe in discussione nel Natale del 1991, dopo la recente riunione della Germania, con il riconoscimento di Slovenia e Croazia. Fatta eccezione per le trattative segrete tra i ministri degli esteri Genscher (Germania) e Mock (Austria), il riconoscimento unilaterale fu una sorpresa sgradita alla maggior parte dei governi dell'UE e degli Stati Uniti, con i quali non vi fu alcuna consultazione preliminare. Le organizzazioni internazionali, tra cui le Nazioni Unite, non erano favorevoli. Mentre la Jugoslavia era già in rovina, è probabile che il riconoscimento tedesco delle repubbliche separatiste e la parziale mobilitazione austriaca al confine, abbia peggiorato la situazione. Il presidente degli Stati Uniti George H.W. Bush era l'unico rappresentante di potere importante che esprimeva obiezioni.
Milošević rifiutò di accettare il piano, sostenendo che la Comunità europea non aveva il diritto di sciogliere la Jugoslavia, piano che non era nell'interesse dei serbi, in quanto avrebbe diviso il popolo serbo in quattro repubbliche (Serbia, Montenegro, Bosnia ed Erzegovina e Croazia). Carrington rispose mettendo il problema in una votazione in cui tutte le altre repubbliche, tra cui il Montenegro, che, sotto Momir Bulatović, acconsentirono inizialmente al piano che avrebbe dissolto la Jugoslavia. Tuttavia, dopo intense pressioni della Serbia sul presidente del Montenegro, il Montenegro cambiò la sua posizione per opporsi allo scioglimento della Jugoslavia.

### Guerra in Croazia
Con l'incidente dei laghi di Plitvice di fine marzo/inizio aprile 1991, scoppiò la guerra d'indipendenza croata tra il governo croato e i serbi etnici ribelli della SAO Krajina, fortemente appoggiati dall'esercito popolare jugoslavo ormai controllato dai serbi. Il 1º aprile 1991, la SAO Krajina dichiarò che sarebbe uscita dalla Croazia. Subito dopo la dichiarazione di indipendenza della Croazia, i serbi croati formarono anche la Slavonia occidentale SAO e la SANO della Slavonia orientale, della Baranja e della Sirmia occidentale. Queste tre regioni si uniranno nella Repubblica serba di Krajina (RSK) il 19 dicembre 1991.
Le altre entità significative dominate dai serbi nella Croazia orientale annunciarono che anche loro si sarebbero unite alla SAO Krajina. A questo punto, Zagabria aveva già interrotto l'invio delle tasse a Belgrado, per cui le entità serbe croate furono a loro volta costrette a fare altrettanto. In alcuni luoghi, l'esercito jugoslavo fungeva da zona cuscinetto, in altri aiutava i serbi nel loro confronto con il nuovo esercito e le forze di polizia croate.
A causa del crollo della Jugoslavia aumentarono a dismisura episodi xenofobi e di odio etnico, poi diventati palesi durante la guerra in Croazia. La propaganda da parte croata e serba diffuse paura, sostenendo che entrambe le parti si sarebbero rese colpevoli di oppressioni esagerando il numero dei morti per aumentare il sostegno delle loro popolazioni. Nei primi mesi della guerra, l'esercito e la marina jugoslavi, dominati dai serbi, bombardarono deliberatamente le aree civili di Spalato e Ragusa, un sito del patrimonio mondiale dell'UNESCO, così come i vicini villaggi croati. I media jugoslavi sostenevano che tali azioni servivano per eliminare, sia forze fasciste Ustaše, che terroristi internazionali presenti nelle città.
Le indagini dell'ONU scoprirono che al momento, a Ragusa non vi erano forze del genere. In seguito la presenza militare croata è aumentata Il primo ministro montenegrino Milo Đukanović, all'epoca alleato di Milošević, si appellò al nazionalismo montenegrino, promettendo che la conquista di Ragusa avrebbe consentito l'espansione del Montenegro nella città, che sosteneva essere storicamente parte del Montenegro, e denunciò gli attuali confini come "disegnati da cartografi bolscevichi vecchi e scarsamente istruiti".
Allo stesso tempo, il governo serbo contraddisse i suoi alleati montenegrini con le dichiarazioni del primo ministro serbo Dragutin Zelenović, sostenendo che Ragusa era storicamente serba, non montenegrina. I media internazionali prestarono molta attenzione al bombardamento di Ragusa e affermarono che questa era la prova di Milosevic che perseguiva, dopo la dissoluzione della Jugoslavia, la creazione di una Grande Serbia, presumibilmente con l'aiuto dei subordinati capi montenegrini di Bulatović e serbi nazionalisti in Montenegro, per promuovere il sostegno montenegrino nel riprendere Ragusa.
A Vukovar, le tensioni etniche tra croati e serbi esplosero con violenza quando l'esercito jugoslavo entrò in città. L'esercito jugoslavo e i paramilitari serbi devastarono la città nella guerra urbana e nella distruzione delle proprietà croate. I paramilitari serbi commisero atrocità contro i croati, uccidendo più di 200 persone e spostando altri civili da aggiungere a coloro che erano fuggiti dalla città al massacro di Vukovar.

## Indipendenza della Repubblica di Macedonia e della Bosnia ed Erzegovina

### Bosnia ed Erzegovina

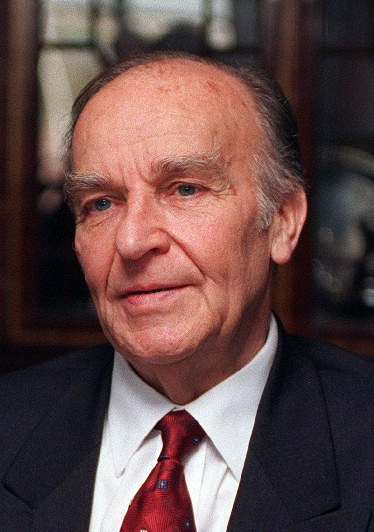
Il presidente bosgnacco Alija Izetbegović

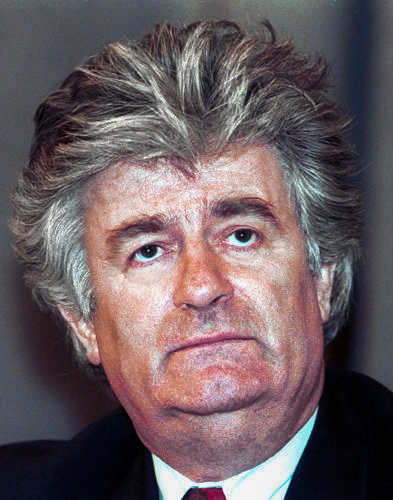
il presidente serbo-bosniaco Radovan Karadžić

Con la struttura demografica della Bosnia che comprendeva una popolazione mista con una maggioranza di bosniaci e minoranze di serbi e croati, la proprietà di vaste aree della Bosnia erano in discussione.
Dal 1991 al 1992, la situazione nella multietnica Bosnia ed Erzegovina si fece tesa. Il parlamento era frammentato su base etnica in una pluralità di fazioni bosniache e minoranze di fazioni serbe e croate. Nel 1991, Radovan Karadžić, il leader della più grande fazione serba in parlamento, il Partito democratico serbo, diede un grave e diretto avvertimento al parlamento bosniaco qualora decidesse di separarsi, dicendo:
(Radovan Karadžić, 14 October 1991.)
Nel frattempo, dietro le quinte, erano iniziate le trattative tra Milošević e Tuđman per dividere la Bosnia ed Erzegovina in territori amministrati tra serbi e croati per tentare di evitare una guerra tra croati bosniaci e serbi. I serbi bosniaci tennero un referendum nel novembre 1991, con il risultato di un voto schiacciante a favore del mantenimento di uno stato comune con Serbia e Montenegro.
In pubblico, i media filo-statali in Serbia proposero ai bosniaci di includere la Bosnia-Erzegovina in una nuova federazione volontaria all'interno di una nuova Jugoslavia basata su un governo democratico, ma questa proposta non venne preso sul serio dal governo della Bosnia ed Erzegovina.
Il 9 gennaio 1992, l'assemblea serba bosniaca proclamò una repubblica separata del popolo serbo della Bosnia ed Erzegovina, la futura Repubblica Srpska, procedendo a formare in tutto lo stato regioni autonome serbe (SAR). Questa iniziativa unilaterale venne proclamata incostituzionale dal governo della Bosnia ed Erzegovina.
Il 29 febbraio e il 1º marzo 1992 si tenne un referendum sull'indipendenza sponsorizzato dal governo bosniaco. Secondo la Corte Costituzionale federale del governo serbo-bosniaco di recente costituzione, il referendum venne dichiarato contrario alla costituzione bosniaca, venendo in gran parte boicottato dal Serbi bosniaci. Secondo i risultati ufficiali, l'affluenza è stata del 63,4% con un 99,7% degli elettori a favore dell'indipendenza.
La Bosnia-Erzegovina dichiarò l'indipendenza il 3 marzo 1992 e ricevette il riconoscimento internazionale il mese successivo, il 6 aprile 1992. Nella stessa data, i serbi risposero dichiarando l'indipendenza della Republika Srpska e assediando Sarajevo, assedio che segnò l'inizio della guerra bosniaca. La Repubblica di Bosnia ed Erzegovina fu successivamente ammessa come stato membro delle Nazioni Unite il 22 maggio 1992.

### Macedonia
Nel referendum sull'indipendenza macedone dell'8 settembre 1991, il 95,26% votò per l'indipendenza, dichiarata il 25 settembre 1991.
Cinquecento soldati statunitensi vennero poi schierati sotto la bandiera delle Nazioni Unite per monitorare il confine settentrionale tra la Macedonia e la Serbia. Tuttavia, le autorità di Belgrado non intervennero per impedire la partenza della Macedonia, né protestarono né agirono contro l'arrivo delle truppe ONU, indicando che una volta che Belgrado avesse formato la sua nuova Nazione, la Repubblica Federale di Jugoslavia nell'aprile 1992, avrebbe riconosciuto la Repubblica di Macedonia al fine di sviluppare relazioni diplomatiche. Di conseguenza, la Macedonia divenne l'unica ex repubblica a guadagnare sovranità senza resistere alle autorità e all'esercito jugoslavo.
Inoltre, il primo presidente della Macedonia, Kiro Gligorov, mantenne buoni rapporti con Belgrado e con le altre ex repubbliche. Non ci furono problemi tra la polizia di frontiera macedone e quella serba.

## Riconoscimento internazionale della dissoluzione

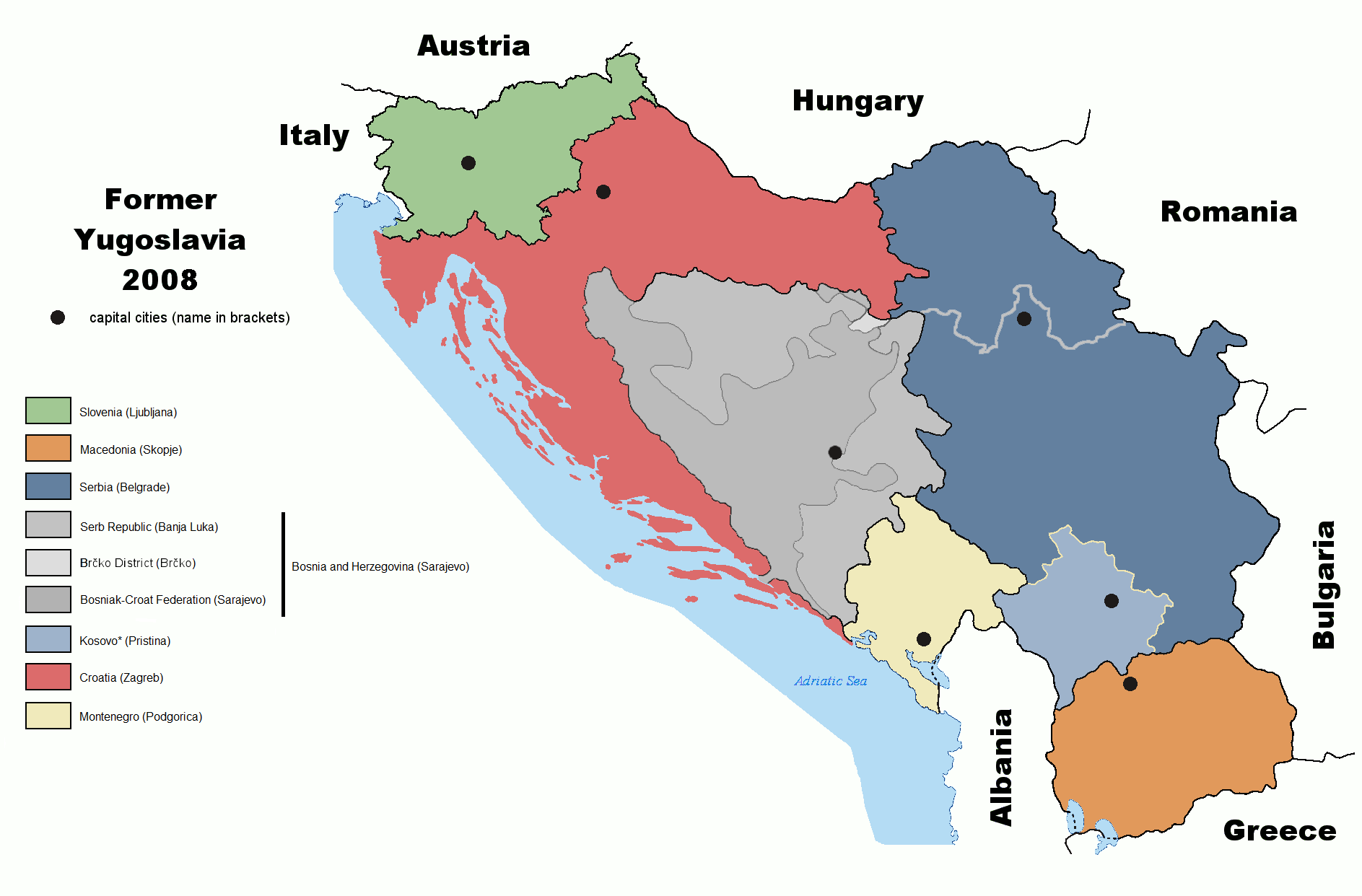
Entità statali nell'ex territorio della RFS Jugoslavia, 2008.

Nel novembre 1991, la Commissione per l'Arbitrato della Conferenza di pace sulla Jugoslavia, guidata da Robert Badinter, concluse, su richiesta di Lord Carrington che, di fatto, la SFR Jugoslavia era in via di dissolvimento, e che la popolazione serba in Croazia e Bosnia non aveva il diritto all'autodeterminazione nella forma di nuovi stati, inoltre i confini tra le repubbliche dovevano essere riconosciuti come frontiere internazionali. A seguito del conflitto, il 27 novembre 1991, il Consiglio di sicurezza delle Nazioni Unite adottarono all'unanimità la risoluzione 721 del Consiglio di sicurezza delle Nazioni Unite, che aprì la strada alla creazione di operazioni di mantenimento della pace in Jugoslavia.
Nel gennaio del 1992, la Croazia e la Jugoslavia firmarono un armistizio sotto la supervisione delle Nazioni Unite, mentre continuarono i negoziati tra i leader serbi e croati sulla spartizione della Bosnia ed Erzegovina.
Il 15 gennaio 1992, fu riconosciuta dalla comunità internazionale l'indipendenza della Croazia e della Slovenia. La Slovenia, la Croazia e la Bosnia-Erzegovina sarebbero state in seguito ammesse come Stati membri delle Nazioni Unite il 22 maggio 1992. La Macedonia fu ammessa come Stato membro delle Nazioni Unite l'8 aprile 1993; la sua approvazione dei membri richiese più tempo degli altri a causa delle obiezioni della Grecia.
Nel 1999 il Partito socialdemocratico tedesco, nel suo discorso del primo maggio, Oskar Lafontaine, criticò il ruolo svolto dalla Germania nella dissoluzione della Jugoslavia, con il suo precoce riconoscimento dell'indipendenza delle repubbliche.
Alcuni osservatori opinarono che la disgregazione dello stato jugoslavo violò i principi del sistema post-guerra fredda, sancito dall'Organizzazione per la sicurezza e la cooperazione in Europa (CSCE / OSCE) e dal trattato di Parigi del 1990. Entrambi stabilivano che i confini nazionali in Europa non dovevano essere modificati. Alcuni osservatori, come Peter Gowan, affermarono che la dissoluzione e il successivo conflitto sarebbero stati evitati se gli Stati occidentali fossero stati più assertivi nel far rispettare accordi interni tra tutte le parti, ma alla fine "non erano disposti a far rispettare tali principi nel caso jugoslavo perché la Germania era contraria, mentre gli altri stati non avevano alcun interesse strategico nel farlo." Gowan sostiene anche che la dissoluzione "sarebbe stata possibile senza un grande spargimento di sangue se fossero stati stabiliti criteri chiari per garantire sicurezza a tutti i principali gruppi etnici presenti nello spazio jugoslavo".
Nel marzo del 1992, durante la campagna di indipendenza della Bosnia-Erzegovina, il politico e il futuro presidente della Bosnia ed Erzegovina Alija Izetbegović raggiunse un accordo di mediazione con la Bosnia ed i serbi bosniaci su un accordo confederale di tre cantoni. Ma, secondo il New York Times, il governo degli Stati Uniti lo esortò a optare per uno stato unitario, sovrano e indipendente. Ciò rese più probabile la probabilità di una guerra civile atroce e in cui sia i croati bosniaci che i serbi bosniaci avrebbero raccolto il sostegno dei rispettivi Stati.

## Conseguenze in Serbia e Montenegro

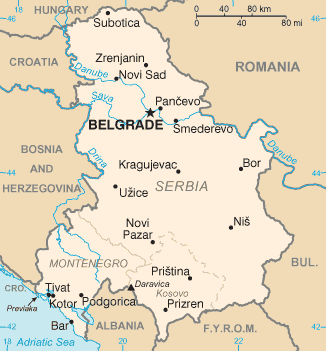
La Repubblica Federale di Jugoslavia era composta da Serbia e Montenegro.

L'indipendenza della Bosnia ed Erzegovina si rivelò il colpo finale alla Repubblica socialista pan-jugoslava socialista di Jugoslavia. Il 28 aprile 1992, la Repubblica Federale di Jugoslavia dominata dai serbi (RFJ) si era costituita come uno stato indipendente, costituito solo dalle ex repubbliche socialiste di Serbia e Montenegro. La RFJ era dominata da Slobodan Milošević e dai suoi alleati politici. Il suo governo rivendicò continuità con il vecchio paese, ma la comunità internazionale rifiutò di riconoscerlo come tale. La posizione della comunità internazionale era che la Jugoslavia si era dissolta nei suoi stati separati. La Repubblica Federale di Jugoslavia, venne avvisata, da una risoluzione delle Nazioni Unite il 22 settembre 1992, che non avrebbe potuto continuare a occupare il seggio delle Nazioni Unite come stato successore della Repubblica Socialista Federale di Jugoslavia. Questa domanda era importante per le rivendicazioni sui beni internazionali della RSFJ, incluse le ambasciate in molti paesi. La RFJ non abbandonò la sua pretesa di continuità dalla RSFJ fino al 1996.
La guerra nelle parti occidentali della ex Jugoslavia si è conclusa nel 1995 con i colloqui di pace sponsorizzati dagli Stati Uniti a Dayton, in Ohio, che portarono agli Accordi di Dayton. I cinque anni di disintegrazione e di guerra portarono a un boicottaggio e un embargo, causando il collasso dell'economia. La guerra in Kosovo è iniziata nel 1996 e si è conclusa con il bombardamento NATO della Jugoslavia del 1999, mentre Slobodan Milošević venne rovesciato nel 2000.
Il 4 febbraio 2003, la FR Jugoslavia fu rinominata come l'Unione statale di Serbia e Montenegro. L'Unione statale di Serbia e Montenegro era di per sé instabile e alla fine si sciolse nel 2006 quando, in un referendum tenutosi il 21 maggio 2006, l'indipendenza montenegrina fu sostenuta dal 55,5% dei votanti e l'indipendenza fu dichiarata il 3 giugno 2006. La Serbia ereditò l'appartenenza ONU dell'unione statale.
Il Kosovo era stato amministrato dalle Nazioni Unite sin dalla guerra in Kosovo pur restando nominalmente parte della Serbia. Tuttavia, il 17 febbraio 2008, il Kosovo dichiarò l'indipendenza dalla Serbia come Repubblica del Kosovo. Gli Stati Uniti, il Regno Unito e gran parte dell'UE hanno riconosciuto questo come un atto di autodeterminazione, con gli Stati Uniti che inviano persone per aiutare il Kosovo. D'altra parte, la Serbia e alcune delle comunità internazionali, in particolare Russia, Spagna e Cina, non hanno riconosciuto la dichiarazione di indipendenza del Kosovo. A partire da luglio 2015, il Kosovo è riconosciuto come uno stato indipendente da una semplice maggioranza della comunità internazionale (il 56% degli Stati membri delle Nazioni Unite).